# Ernst Christian von Reventlow
Ernst Christian Graf von Reventlow, auch mit Besitznamen Reventlow-Farve (* 26. Juli 1799 in Schleswig; † 12. Februar 1873 auf Gut Farve, heute Gemeinde Wangels) war ein deutscher Gutsbesitzer und Politiker.

## Leben
Ernst Christian von Reventlow entstammte dem Älteren Haus des schleswig-holsteinischen Uradelsgeschlecht (Equites Originarii) von Reventlow. Er war der dritte Sohn des königlich dänischen Kammerherrn und Generalmajors Graf Heinrich von Reventlow (1763–1848), Gutsherr auf Falkenberg, Erbherr auf Wittenberg (Martensrade) und Kaltenhof, und seiner Frau Anna Sophia, geb. Gräfin von Baudissin (1778–1853). Christian Andreas Julius, Heinrich und Friedrich von Reventlou waren seine Brüder.
Er besuchte das Ernestinum Gotha, begann 1818 ein Studium der Rechtswissenschaften an der Kieler Christian-Albrechts-Universität und wechselte 1819 an die Ruprecht-Karls-Universität Heidelberg.
1822 bestand er sein juristisches Examen vor dem schleswigschen Obergericht auf Schloss Gottorf. Er trat in den dänischen diplomatischen Dienst und war von 1823 bis 1826 Attaché an der dänischen Gesandtschaft in Berlin, als sein Onkel Friedrich Karl von Reventlow Gesandter war.
Ab 1827 war von Reventlow Gutsherr auf Farve, das seine Frau für ihn erworben hatte und ihm 1834 überschrieb. 1837 ließ das Ehepaar das im Kern noch mittelalterliche Herrenhaus auf Farve nach Plänen von Joseph Eduard Mose und eigenen Ideen im englisch beeinflussten Burgenstil der romantischen Neugotik umgestalten, woran eine lateinische Inschrift erinnert.

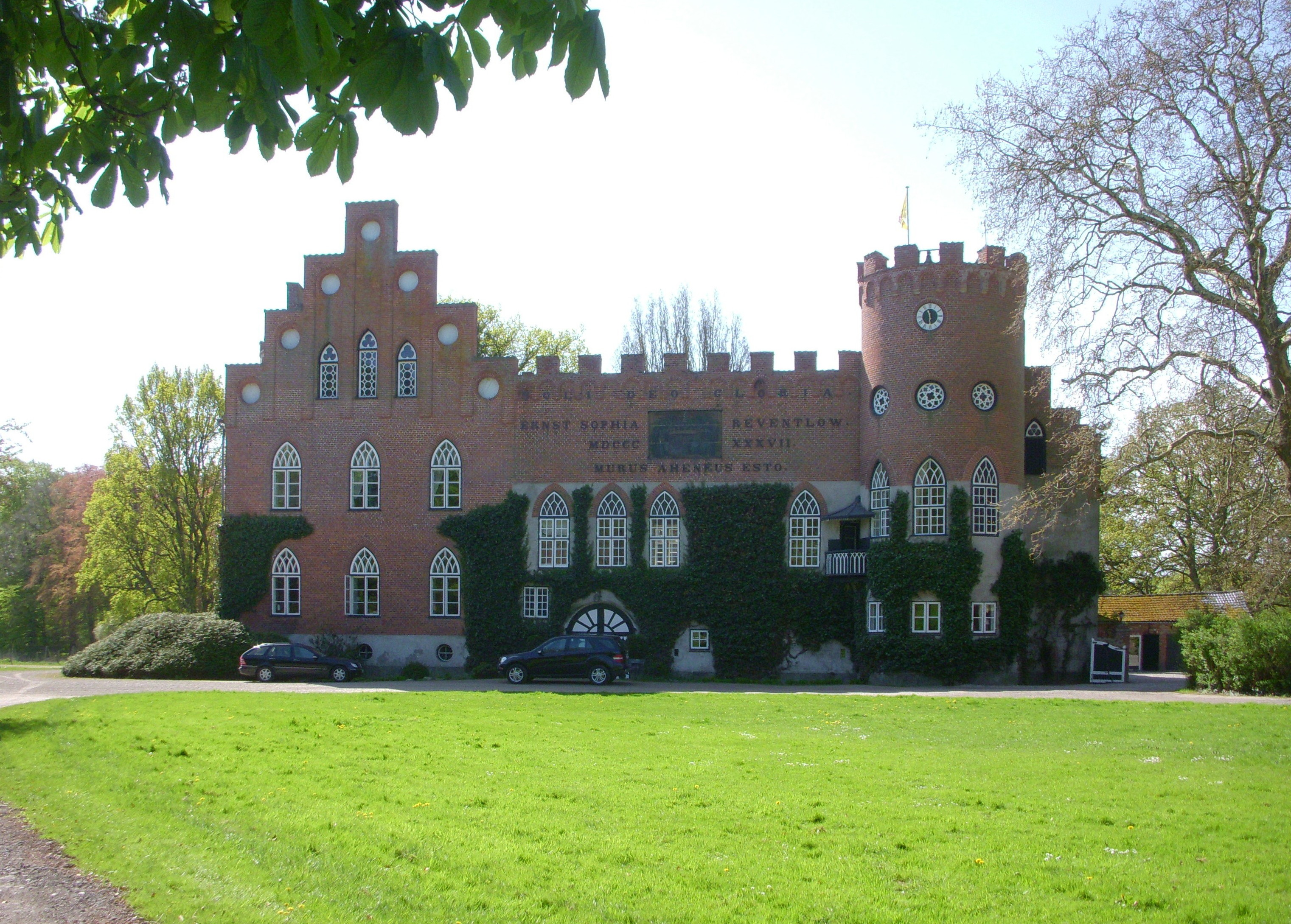
Herrenhaus Farve, Hofseite mit Inschrift
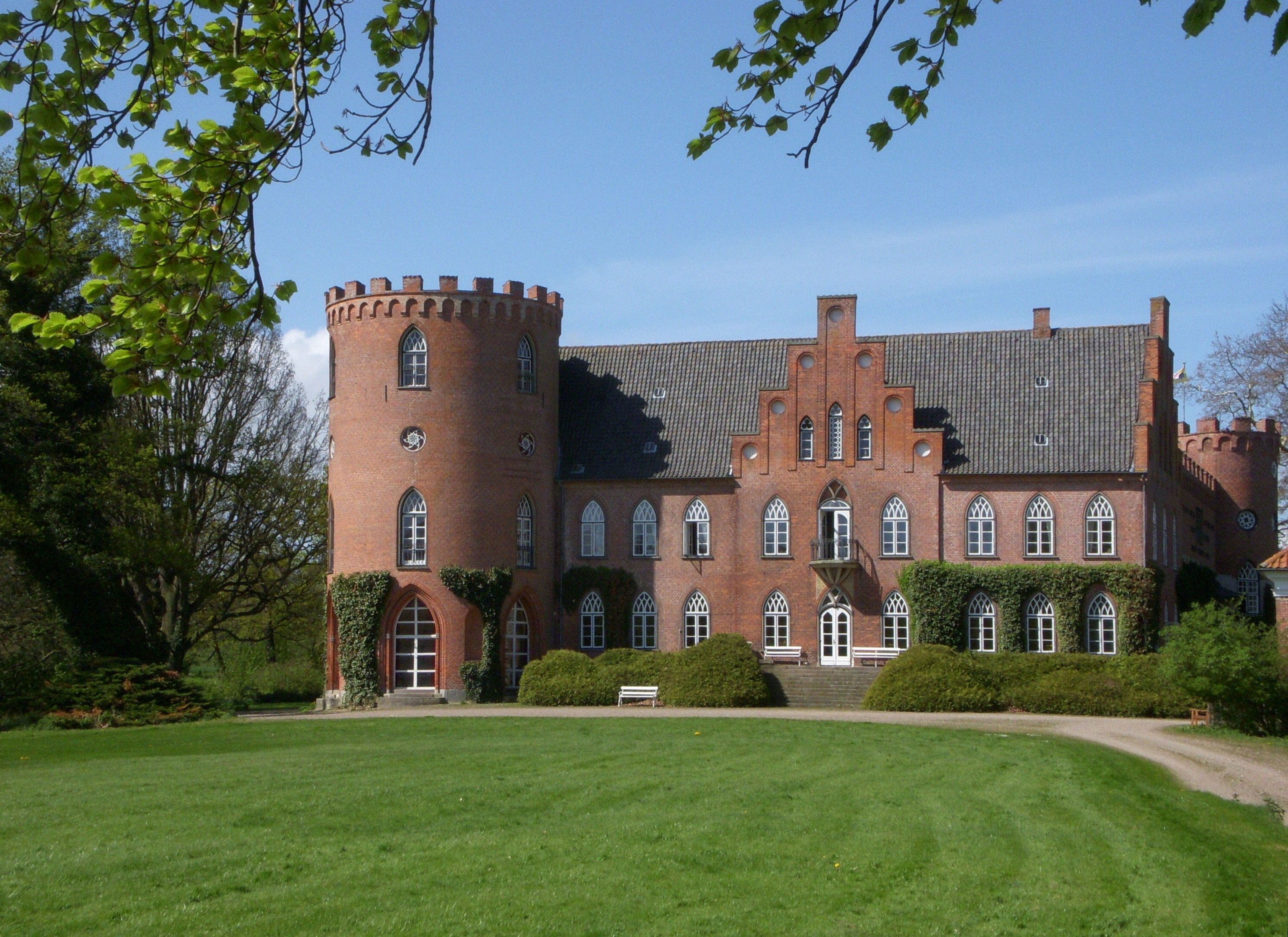
Herrenhaus Farve, Gartenseite

Von 1842 bis 1851 verwaltete er auch das Gut Wittenberg. Er war Deputierter des Oldenburgischen Güterdistrikts in der Holsteinischen Ständeversammlung.
Reventlow wurde wie sein Bruder Friedrich in der Schleswig-Holstein-Frage aktiv und unterstützte ihn und die Provisorische Regierung. 1848 reiste er im Auftrag der Provisorischen Regierung in diplomatischer Mission nach Wien und mehrfach nach Kopenhagen. Im Dezember 1850 sandte ihn die Statthalterschaft nach Dresden, um ihre Interessen bei den Dresdner Konferenzen 1850/1851 zu vertreten. Die Mission war jedoch angesichts der bereits zwischen Preußen und Österreich getätigten Vereinbarungen zum Scheitern verurteilt.
1855 wurde er holsteinisches Mitglied des mit der Gesamtstaatsverfassung neugebildeten dänischen Reichsrats. Ab 1863 war er Verbitter (Rechtsvertreter) des Adeligen Klosters Itzehoe.
Nach der Eingliederung Schleswig-Holsteins in das Königreich Preußen und der Bildung der Provinz Schleswig-Holstein 1867 ernannte ihn der preußische König Wilhelm I. zum Mitglied des preußischen Herrenhauses auf Lebenszeit sowie 1868 zum Landtagsmarschall (Präsidenten) des Provinziallandtags Schleswig-Holstein.
Ernst von Reventlow sah sich trotz zahlreicher diplomatischer Missionen in erster Linie als Gutsherr und Landwirt. Er verfasste zahlreiche Abhandlungen zu landwirtschaftlichen Fragen. Ab 1843 war er Direktor des Wagrischen Landwirtschaftlichen Vereins. Er war regelmäßiger Teilnehmer der Versammlung deutscher Land- und Forstwirte und organisierte die 11. Versammlung in Kiel 1847.
Seit dem 28. Oktober 1825 war er verheiratet mit Sophie Adelaide, geb. von Buchwaldt (* 9. August 1802; † 23. Februar 1882), einer Tochter von Wolf von Buchwaldt (1764–1820) auf Neudorf (Hohwacht (Ostsee)) und Benedicte Charlotte, geb. Blome (1772–1802) aus dem Haus Hagen.
Das Paar hatte sechs Kinder: zwei Söhne, Wolf (1831–1861) und Cay (* 1840, früh verstorben) und vier Töchter, Maria (1838–1910), Bertha (1835–1869), Charlotte (1838–) und Sophie (1842–). Bertha heiratete 1860 Alfred Franz Carl von Reventlow-Criminil, den Sohn des zeitweiligen dänischen Außenministers Heinrich von Reventlow-Criminil. Nach ihrem Tod heiratete er in zweiter Ehe ihre Schwester Maria.

## Auszeichnungen
- 28. Juli 1835 Titel Kammerherr (am 20. Mai 1852 aberkannt)
- 28. Juni 1840 Dannebrogorden, Ritter (ebenfalls 1852 wegen seiner Unterstützung der Erhebung aberkannt)
- 1866 Roter Adlerorden, I. Klasse[5]

## Schriften
- Dännemark und seine Könige bis zum Antritt des Oldenburger Hauses. 2 Bände, Kiel: Schwers 1842

Digitalisat von Band 1
Digitalisat von Band 2
- Festgabe für die Mitglieder der eilften Versammlung deutscher Land- und Forstwirthe: Beiträge zur land- und forstwirthschaftlichen Statistik der Herzogthümer Schleswig und Holstein. Altona 1847

Digitalisat
- Der Arbeitende und der Arbeitgeber. Oldenburg: Fränckel 1848